# Київський національний університет театру, кіно і телебачення імені Івана Карпенка-Карого

Портрет Івана Карпенка-Карого в холі університету

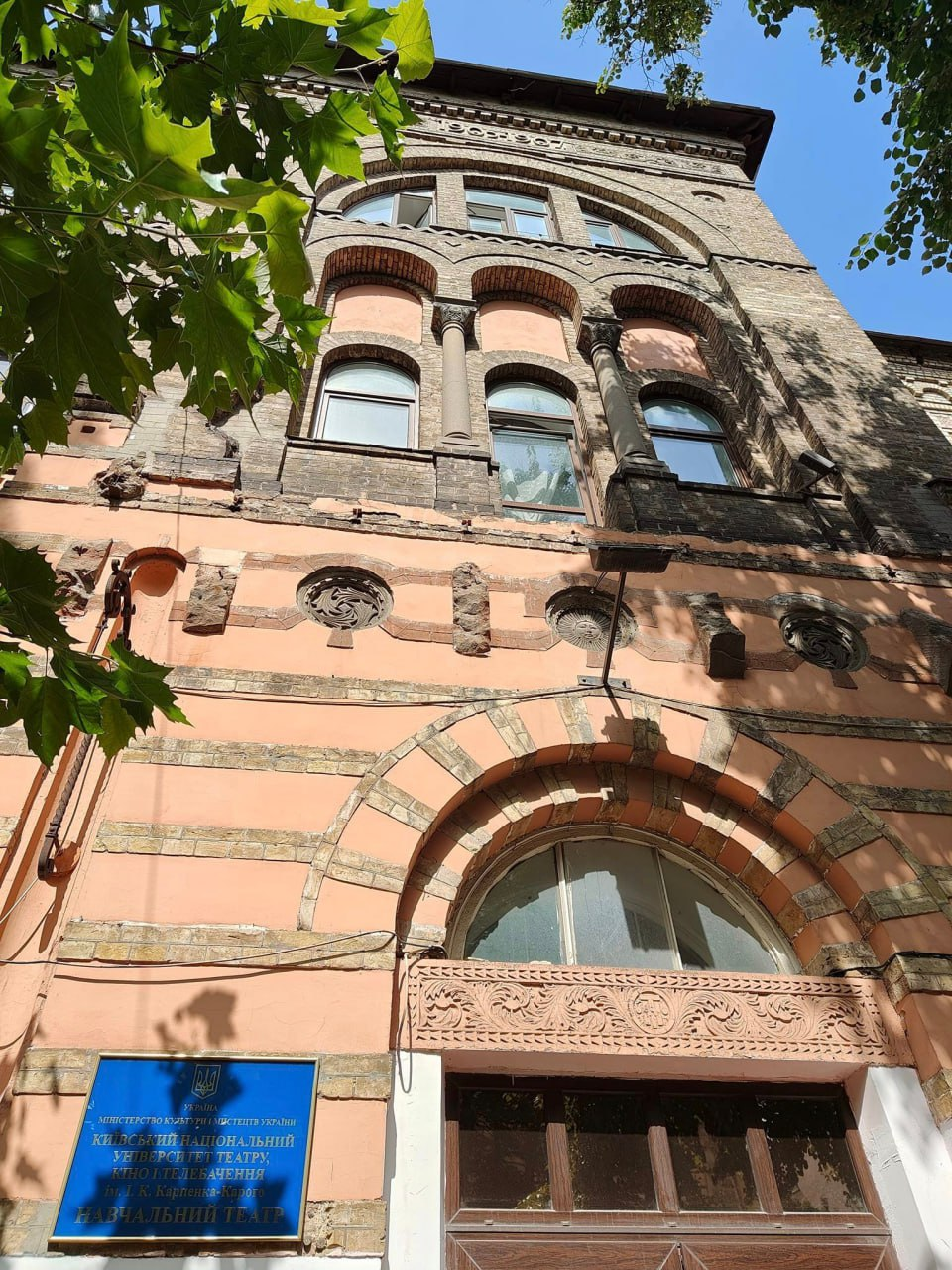
Головний вхід

Ки́ївський націона́льний університе́т теа́тру, кіно́ і телеба́чення і́мені Іва́на Ка́рповича Карпе́нка-Ка́рого — вищий навчальний заклад в Україні. Багатопрофільний заклад мистецької освіти.

## Навчання

### Напрямки навчання

#### Факультет театрального мистецтва
- спеціальність 026 "Сценічне мистецтво"

Освітньо-професійні програми:
- акторське мистецтво театру і кіно
- режисура драматичного театру
- акторське мистецтв театру ляльок
- режисура театру ляльок
- сценографія театру ляльок
- режисура цирку
- режисура балету
- театрознавство
- організація театральної справи

#### Інститут екранних мистецтв
Адресаː Київ, вул. Євгена Коновальця, 18
- спеціальність 021 "Аудіовізуальне мистецтво та виробництво"

Освітньо-професіні програми:
- режисура неігрового кіно
- режисура ігрового кіно
- режисура анімаційного фільму
- режисура телебачення
- майстерність актора кіно
- майстерність диктора та ведучого програм телебачення
- звукорежисура
- кінооператорство
- драматургія кіно і телебачення
- кінознавство
- організація кінотелевиробництва

## Історія

### До 1917
У XIX столітті, коли йшов процес становлення українського професійного театру, в Україні не було спеціальних шкіл, які б готували українських акторів, бо не існувало української школи взагалі.
Розуміючи тяжке становище з театральною освітою в Україні, М. Л. Кропивницький і М. П. Старицький посилали своїх доньок на навчання до театральних училищ Санкт-Петербургу та Москви. Заснувати ж власну, українську театральну школу не було можливості через заборону взагалі викладання українською мовою у будь-яких школах у межах Російської імперії.
Не без особистої участі й підтримки Старицького композитор Лисенко Микола Віталійович ще 1898 року порушив перед царською владою питання про створення не просто музичної, а саме музично-драматичної школи в Києві. Через рік, 5 березня 1899 р., Міністерство внутрішніх справ у Петербурзі затвердило статут цієї школи. Проте через відсутність належних коштів відкриття приватної Музично-драматичної школи М. Лисенка сталося аж через п'ять років — у вересні 1904-го, на кошти, зібрані наприкінці 1903 р. українським громадянством як дарунок Лисенкові з нагоди 35-річного ювілею його творчості для придбання дачі під Києвом. Присутній на ювілейних урочистостях відомий громадський діяч і кооператор Микола Левитський, запропонував прихильникам таланту М. Лисенка відкрити в Києві Музичну школу. Ця думка походила від самого Миколи Лисенка, який чекав на такі кошти, щоб спрямувати їх на заснування школи, і орендував для неї приміщення в будинку професора-психіатра І. Сікорського на вул. Великій Підвальній (тепер: Ярославів Вал).
Після смерті Миколи Лисенка, що сталася 24 жовтня (7 листопада) 1912 р. не без негативного впливу на його здоров'я бюрократичної тяганини під загрозою закриття школи, заснований ним навчальний заклад одержав ім'я М. Лисенка. Керівництво школи взяла на себе директорська колегія на чолі з викладачем скрипкової гри О. М. Вонсовською, за вибором спадкоємців Лисенка, а через рік — донька композитора — піаністка Мар'яна Миколаївна Лисенко, яка у 1914 році закінчила Московську консерваторію. До роботи на драматичному відділі, опріч М. М. Старицької, були залучені провідні актори і режисери київських російських театрів
Саме з цієї школи у 1916—1917 роках учнівська молодь потягнулася до театральної студії Леся Курбаса, на базі якої виник керований ним «Молодий театр» .

### Перші визвольні змагання
Після падіння царського режиму в Росії і після проголошення України спочатку автономною (1917 р.), а згодом і незалежною державою (1918 р.), цей навчальний заклад забажав узаконити статус, який він фактично мав до цього, тобто визнати себе вищою школою. Підготовчі заходи щодо цього вживалися ще з 1917 року, за Української Центральної Ради, але подання, підписане директором Музично-драматичної школи імені М. Лисенка, розглядалося 1918 року вже за нової влади Павла Скоропадського. Враховуючи заяву директора Мар'яни Лисенко, де висловлювалось прохання «дозволити перетворити (реформувати) Музично-драматичну школу у Вищий музично-драматичний інститут, котрий давав би учням закінчену художньо-технічну освіту і по закінченні — звання вільного художника з правом носити по званню нагрудну ознаку», а також додані до заяви проєкт статуту і навчальний план, Головне управління мистецтв і національної культури Міністерства освіти Української Держави підготувало законопроєкт «Про перетворення Музично-драматичної школи імені М. Лисенка на Вищий музично-драматичний інститут імені М. Лисенка з програмою і правами консерваторії». Цей документ затвердив 2 вересня 1918 року за № 180 Головноуправляючий справами мистецтв і національної культури Петро Дорошенко. Але до затвердження цього законопроєкту Радою Міністрів Української Держави справа не дійшла. Тому згаданий законопроєкт фігурує в різних справах 1918—1919 років як законодавчий акт щодо реформування цього, ще приватного тоді, навчального закладу, який ставив своїм завданням готувати «вільних художників». Ректором Вищого музично-драматичного інституту імені М. Лисенка у 1919—1920 рр. був Блуменфельд Фелікс Михайлович.
Після розпаду гетьманату (14 листопада 1918 р.) уряд відновленої Української Народної Республіки не залишав новостворений інститут без своєї опіки. 17 січня 1919 року Рада Міністрів УНР видала постанову про асигнування в розпорядження Міністерства народної освіти 72 тисяч карбованців на одноразову субсидію Вищому музично-драматичному інститутові імені М. Лисенка на друге півріччя 1918/1919 навчального року, але чи встиг інститут отримати зазначені кошти від цієї влади, яка дуже скоро в Києві змінилася, невідомо.
Новий, радянський орган влади — Комісаріат охорони культурно-освітніх установ і організацій — десь наприкінці лютого — на початку березня 1919 року, прийнявши делегацію інституту, задовольнив її прохання щодо надання іншого, кращого приміщення: перевів інститут з Великої Підвальної, 15 на вул. Велику Володимирську, 45 (тепер тут — Будинок учених Національної академії наук України).

### Довоєнний період
Денікінська навала на Київ з загальною економічною скрутою, репресіями та реквізицією майна інституту не сприяла становленню інституту. Тільки з 1922 року Народний Комісаріат освіти УСРР (за термінологією тих років — Української Соціалістичної Радянської республіки) звертає свою увагу на цей заклад, допомагаючи йому певними асигнуваннями. Тоді ж інститутові було надано краще приміщення на Хрещатику, 52. Відтоді й дотепер інститут орендує це приміщення у міської державної адміністрації.
Навчання в інституті залишалося платним, але в 1924/1925 навчальному році 83 % студентів з робітників та селян були звільнені від плати за навчання.
У 1924 р. було запроваджено так звану соцакадемічну перевірку складу студентів і визначено інше цільове спрямування мистецької освіти: випускати не просто виконавця, а організатора музичного і театрального процесу. Це, по-перше, вплинуло на соціальний склад студентства, а по-друге — визначило потребу в підготовці високоосвічених режисерів-організаторів не тільки професіонального театру, а й аматорської роботи в клубах, сільбудах, школах тощо. Все це вимагало реконструкції навчального плану на драматичному факультеті. Інакше кажучи, було поєднано навчання акторів і режисерів професіональних театрів, а також організаторів художньої самодіяльності: тобто інститутові було надано функцію, яку у повоєнні десятиліття було передано новоствореним інститутам культури з підготовки акторів і режисерів для непрофесіонального театру. Різниця між ними тоді, у 20-х роках, полягала, однак, не у рівні кваліфікації, як це сталося з утворенням інститутів культури, а в методах самої роботи.
На чолі Вищого музично-драматичного інституту імені М. Лисенка стояв у 1924—1928 рр. видатний музикознавець Грінченко Микола Олексійович.
1930 року було здійснено єдиний прийом на польський акторський курс, оскільки в Києві з 1929 р. існував Польський державний театр, творчий склад якого у 1937—1938 рр. майже весь було репресовано, і врешті театр закрито. Натомість, 1937 року відновився масовий прийом на російський акторський курс.
У 1930 році померла професор Марія Старицька. Наприкінці 20-х — на початку 30-х років почалася «катавасія» в керівництві інституту: після звільнення Миколи Грінченка, з наступним його арештом з політичних причин, у 1928 році на посаду ректора призначили хормейстера Семена Романюка, а у 1932 році його замінив (вже на посаді директора) Семен Тишкевич-Азважинський (незважаючи на проведення ними партійної лінії, обидва були репресовані у середині 30-х років).
1934 року після кількох публічних проробок було звільнено з посади професора інституту видатного театрознавця П. І. Руліна через його нібито апологетичне ставлення до О. С. Курбаса (звільненого з театру «Березіль» у Харкові наприкінці 1933 р. заарештованого у 1934 р. і розстріляного на Соловках у 1937 р.) і за співробітництво з репресованим у 1930 р. академіком С. О. Єфремовим.
З різних посад в інституті тоді було усунуто й інших, менш відомих осіб, декого заарештовано і знищено.
1934 року, коли столицю Радянської України було переведено з Харкова до Києва, відбулися зміни не тільки в державних, а й культурно-освітніх структурах. Саме того року Музично-драматичний інститут імені М. Лисенка було реорганізовано: музичні факультети об'єднано з музичним технікумом, який існував після ліквідації Київської консерваторії у 20-х роках, і таким чином відновлено Київську державну консерваторію, за якою, однак, не було залишено імені М. Лисенка, бо саме у той час його було оголошено «українським буржуазним націоналістом» (1940 р. консерваторії присвоєно ім'я російського композитора П. І. Чайковського), а на базі драматичного факультету створено окремий Київський державний театральний інститут, який став єдиним театральним вищим навчальним закладом у республіці, оскільки музично-драматичні інститути у Харкові та Одесі на початку 30-х років були ліквідовані.
Відтоді у стінах Київського державного театрального інституту ім'я Л. Курбаса вимовлялося тільки у супроводі лайливих епітетів, а всі його колишні прибічники були «прибрані» з навчального закладу. Запанувала шаблонна орієнтація на єдину, канонізовану «систему» К. С. Станіславського, відступ від якої розцінювався як ідеологічна диверсія з відповідними репресивними наслідками. Відтепер реалістичні традиції українського театру корифеїв накладалися на «систему» К. С. Станіславського й визначалися як стовпова дорога в українському театрі за панівного тоді так званого методу соціалістичного реалізму. Зрештою, саме «система» К. С. Станіславського у творчому її сприйнятті покладена в основу сучасної української театральної педагогіки.
У 1934 р. при Київському державному театральному інституті було створено навчальний театр, який працював до початку війни.

### Воєнні роки 1941—1945
З вибухом війни у 1941 р. інститут евакуювався до Харкова, звідти — до Саратова, потім переїхав до Москви, де був об'єднаний з Державним інститутом театрального мистецтва імені А. В. Луначарського (тепер — Російська академія театрального мистецтва). Художнім керівником українського відділу був призначений російський актор, народний артист СРСР, професор М. М. Тарханов, поруч з ним працював І. І. Чабаненко.
Тим часом у 1941—1943 рр. викладачі і студенти, які не змогли евакуюватися з Києва, працювали і навчалися в об'єднаній Музично-театральній академії, яку з ініціативи української інтелігенції було відкрито наприкінці 1941 р. у приміщенні на розі бульвару Шевченка і вулиці Пирогова, де нині розміщений Національний педагогічний університет імені М. П. Драгоманова. На чолі цього навчального закладу став син М. В. Лисенка — Лисенко Остап Миколайович. Одначе, на початку 1943 р. німецька влада розгорнула репресивні заходи щодо окремих українських політичних і культурних діячів і закрила цей навчальний заклад.
У листопаді 1943 року інститут переїхав з Москви до Харкова, де незабаром було відновлено окремий державний театральний інститут, а влітку 1944 р. він був реевакуйований до Києва. Оскільки Хрещатик лежав у руїнах, то, попри те, що будинок, у якому працював інститут до війни, залишився цілим, у ньому заняття ще не відновилися, і тому інститут примістили у школі на вул. Маловасильківській, де він пробув до 1951 року, після чого його перевели знову на Хрещатик, 52.

### Повоєнний період
Повоєнний період історії інституту позначений важливими подіями. З Москви він повернувся з дещо зміненою назвою — Київський державний інститут театрального мистецтва, а у 1945 р., з нагоди сторіччя від дня народження видатного українського драматурга і театрального діяча І. К. Карпенка-Карого, інститутові присвоєно його ім'я.

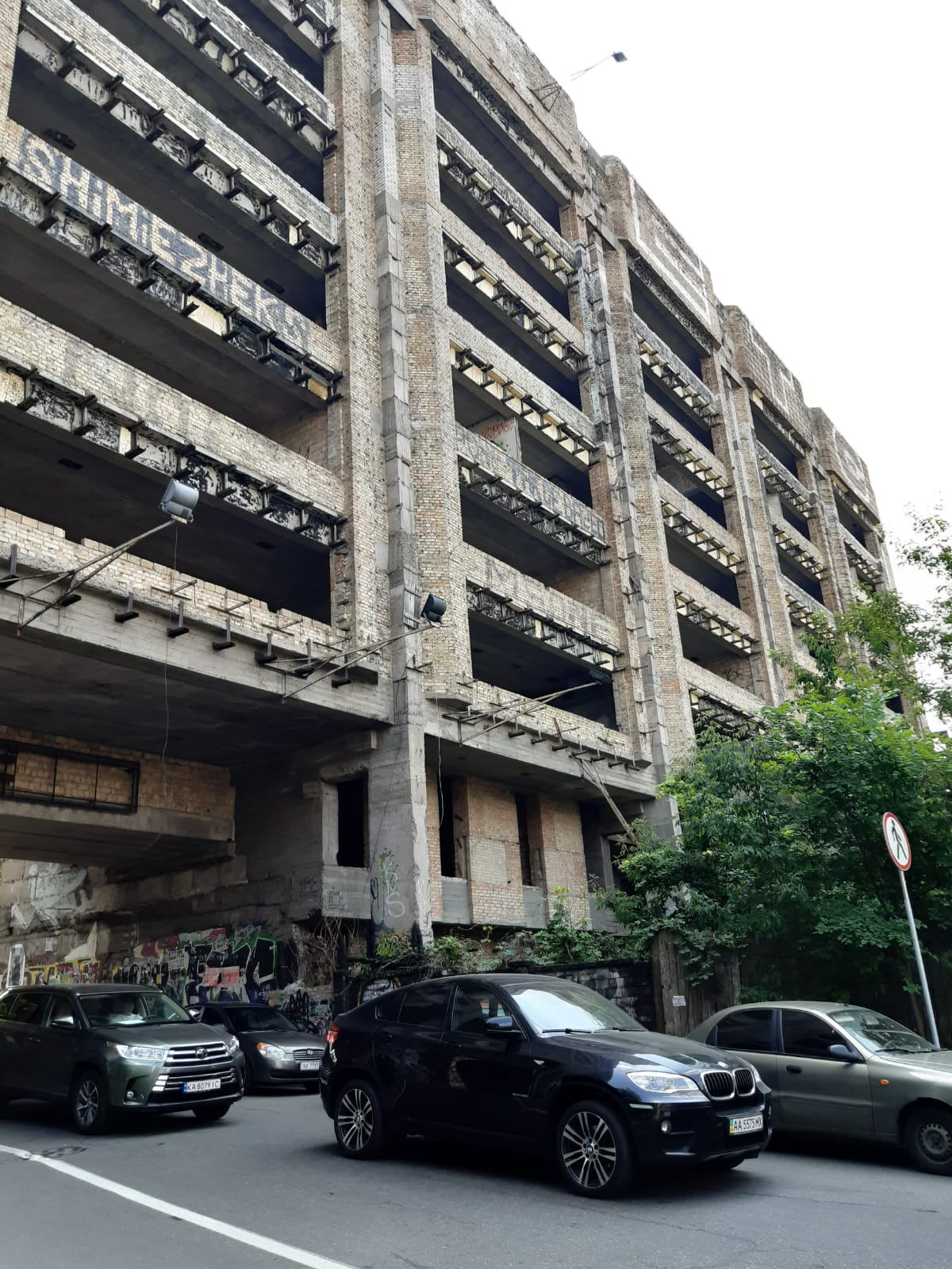
Недобудований корпус університету на Львівській площі. 2023 рік, червень

У 1965 році інститутові надано приміщення колишньої економічної школи Терещенків на вул. Ярославів Вал, 40, але навчальний процес тут був налагоджений після ремонту у 1968 році. Тоді ж тут після тривалої перерви відновив свою роботу навчальний театр. А у 1986 році інститутові надано нежитлове приміщення під навчальний корпус на вул. Ярославській, 17/22. Розпочате у 1986 році будівництво нового корпусу на Львівській площі припинено у 1995 році через відсутність державних коштів.
У 80—90-х роках XX ст. в інституті уперше в Україні відкрито спеціалізації: «хореографія», «диктор та ведучий телепрограм», «звукорежисура», «режисура цирку», у 2003 р. — «актор лялькового театру».
У 90-х роках XX ст. інститут пройшов державну атестацію (1999 р.), ліцензування всіх спеціалізацій (1997, 1999, 2001 рр.), акредитацію за третім (1999 р.) та за четвертим рівнем (2002 р.).
Постановою Кабінету Міністрів України від 18 квітня 2003 р. Київський державний інститут театрального мистецтва імені І. К. Карпенка-Карого перейменовано на Київський державний університет театру, кіно і телебачення імені І. К. Карпенка-Карого. З 2003—2021 р.р. університет очолював колишній випускник інституту, заслужений діяч мистецтв України, професор О. І. Безгін. З липня 2022 року університет очолює доктор економічних наук, заслужений працівник культури України І. С. Кочарян.

## Університет сьогодні
Нині в штаті Київського національного університету театру, кіно і телебачення імені І. К. Карпенка-Карого серед 180 штатних викладачів — 14 докторів наук, професорів, 20 професорів без наукового ступеня доктора наук, 71 кандидат наук і доцент. Чимало викладачів удостоєні високих почесних звань: 23 народних артистів, 36 заслужених діячів мистецтв, 2 заслужений діяч науки і техніки, 10 заслужених артистів, 13 заслужені працівники культури, 3 заслужених журналісти, 2 заслужених художника, 2 заслужених економіста, 1 заслужений артист АР Криму. Університет у різні роки закінчили, працювали і зараз працюють 5 академіків, 7 членів-кореспондентів і один почесний дійсний член Національної академії мистецтв України.
Сьогодні у Київському національному університеті театру, кіно і телебачення імені І. К. Карпенка-Карого здійснюється підготовка кадрів з багатьох ліцензованих мистецьких спеціальностей і спеціалізацій. Навчально-методична, науково-дослідна, фахова підготовка і виховання майбутніх спеціалістів здійснюється в університеті на двох факультетах — театрального мистецтва та мистецтва кіно і телебачення за денною (стаціонарною), вечірньою і заочною формами навчання (по окремих спеціалізаціях). Організацію цієї роботи здійснюють ректорат, три деканати, 14 кафедр університету, навчальний театр та навчальний кінотелекомплекс.

## Сексуальне насильство над студентами
З 2021 року Університет імені Карпенко-Карого неодноразово опинявся в центрі скандалів щодо звинувачень в інституційному сексуальному насильстві: домагань до студентів з боку викладачів університету, дії яких залишалися без належної реакції керівництва закладу. 

Так, у серпні 2021 року були опубліковані свідчення колишніх студенток та абітурієнток Університету ім. Карпенка-Карого про численні випадки сексуального насильства з боку викладача, актора радянського кіно та Народного артиста України Володимира Талашка. Інциденти сексуального насильства з його боку були підтверджені, зокрема, журналісткою «Громадського радіо» Іриною Сампан та акторкою Анастасією Вергелес. Остання зазначила, що у відповідь на письмове звернення студенток з вимогою заміни Талашка керівництво Університету відповіло, що Талашко користується особливою протекцією і не буде звільнений:
«Ми з одногрупницями вирішили піти в деканат і написати на нього заяву, аби його замінили! Ми про все розповіли, написали заяву і нам пояснили, що ми не перші, і не останні, що ця заява нікуди не дійде, тому що у нього є "криша" і що нам треба буде або змиритися, або шукати інші рішення, але Володимир Талашко залишиться нашим майстром». 
Згодом про зґвалтування Талашком заявила колишня абітурієнтка Університету, якій на той час було 17 років. 
Талашко заперечував факти насильства, а виконуюча обов'язки ректора Університету Галина Миленька повідомила, що Університет збиратиме робочу групу для з’ясовування обставин кейсу Талашка, але наполягала, що її робота не буде розслідуванням, оскільки університет — «не правоохоронний орган». 
У листопаді 2021 року Талашко звільнився з Університету «за власним бажанням». Втім, у 2023 році Національна поліція України оголосила, що за результатами проведених перевірок поліція не встановила обставин, «які можуть свідчити про скоєння кримінального правопорушення».  
У січні 2025 року стало відомо про звинувачення одного з викладачів у сексуальних домаганнях. 20 січня студентка у відео на YouTube озвучила звинувачення на адресу викладача вишу Андрія Білоуса, який також є художнім директором «Молодого театру». Дівчина заявила про сексуальні домагання та непристойні повідомлення студенткам з боку викладача. Після цього були озвучені схожі звинувачення від деяких інших студентів. Керівництво Університету заявило, що «невідомі особи поширюють інформацію про начебто неетичну та протиправну поведінку одного з викладачів», але розпочало службову перевірку та відсторонило викладача.   
Ректорка університету Інна Кочарян зазначила, що наявність «чуток» про Білоуса ні про що не говорить, адже «багато абітурієнтів хотіли навчатися в нього на курсі». Вона також заявила, що не зобов'язана відповідати на коментарі у соціальних мережах і реагує на офіційні звернення студентів. У березні того ж року Кочарян у відповіді на журналістський запит повідомила, що Університет буде ухвалювати заходи із відсторонення Білоуса після отримання відповідного рішення з поліції, яке на той час не надходило. 
У лютому 2025 року викладача Університету, актора Юрія Висоцького було звинувачено у сексуальному та психологічному насильстві над студентами. Адміністрація закладу отримала дев'ять відповідних скарг від студентів, а Висоцький назвав їхні звинувачення «свідомим очорненням університету» та «замовною кампанією». Згодом його було відсторонено від роботи на час службової перевірки. Втім, станом на травень 2025 року, Висоцький офіційно залишається доцентом ІІ кафедри акторського мистецтва та режисури драми Університету.
У травні 2025 року Андрій Білоус звільнився з Молодого театру з формулюванням «за згодою сторін», але при цьому зберіг свою посаду викладача Університету Карпенка-Карого та отримав звання доцента кафедри акторського мистецтва в Університеті. Згідно з поясненням Міністерства освіти та науки України, Білоус отримав вчене звання за поданням закладу освіти, в якому він працює.   
На тлі скандалу навколо Білоуса більше двадцяти українських театрів висловилися на підтримку жертв сексуального насильства й харасменту. На їхню підтримку також виступили акторки Римма Зюбіна та Ада Роговцева.

## Постаті
Див. також Категорія:Випускники КНУТКТ

### Ректори
- 1943—1945 — професор Іван Чабаненко
- 1946—1947 — доктор мистецтвознавства Микола Йосипенко
- 1947—1961 — професор Семен Ткаченко
- 1961—1965 — професор Іван Чабаненко
- 1965—1968 — доктор філософських наук В'ячеслав Кудін
- 1968—1975 — доктор мистецтвознавства Іван Корнієнко
- 1976—1981 — доктор філософських наук Володимир Безпальчий
- 1981—1983 — професор Федір Баклан
- 1983—2003 — професор Ростислав Пилипчук
- 2003—2021 — професор Олексій Безгін
- 2021—2022 (в.о.); з 2022 року — доктор економічних наук Інна Кочарян

Найіменитіші з тих, хто навчався та викладав тут у другій половині XX ст., посідали, а дехто й досі посідає чільні місця на сцені і в кіно, у театрознавстві й кінознавстві. Це, зокрема:

### Актори
- Селезінка Василь Михайлович
- Еліна Бистрицька
- Ада Роговцева
- Костянтин Степанков
- Євгенія Золотова
- Валентина Зимня
- Віктор Цимбаліст
- Нонна Копержинська
- Анатолій Скибенко
- Аркушенко Володимир Прокопович
- Олександр Гринько
- Віталій Розстальний
- Анатолій Пазенко
- Марина Герасименко
- Фрей Ігор Станіславович
- Степан Олексенко
- Іван Миколайчук
- Раїса Недашківська
- Брондуков Борислав Миколайович
- Недбай Зоя Василівна
- Михайло Голубович
- Олег Шаварський
- Гримальська Тамара Миколаївна
- Іван Гаврилюк
- Лариса Хоролець
- Валерій Івченко
- Богдан Ступка
- Петро Бенюк
- Богдан Бенюк
- Наталя Сумська
- Анатолій Хостікоєв
- Назарова Тетяна Євгенівна
- Сумська Ольга В'ячеславівна
- Віталій Лінецький
- Кияшко Галина Володимирівна
- Юрій Горбунов
- Олексій Горбунов
- Катерина Толубєєва (Марусяк)[23]
- Миронець Вікторія Володимирівна
- Валькова Владислава Віталіївна
- Щоголева Радмила Валентинівна
- Загорянська Катерина Федорівна
- Гунькін Віктор Володимирович
- Замятін Олег Семенович
- Лобода Борис Іванович

### Режисери, сценаристи, оператори
- Бабік Андрій Іванович
- Безручко Олександр Вікторович
- Білоус Андрій Федорович
- Борденюк Сергій Григорович
- Бортко Володимир Володимирович
- Вертелецький Олександр Іванович
- Віднянський Аттіла Йосипович
- Вільнер Володимир Бертольдович
- Вітер Василь Петрович
- Галицький Володимир Васильович
- Горностай Катерина Павлівна
- Горчинський Анатолій Аркадійович
- Грозак Валерій Михайлович
- Гузєєв Ігор Якович
- Денисенко Володимир Терентійович
- Єлізаров Петро Олексійович
- Іллєнко Михайло Герасимович
- Ільменська Євгенія Олександрівна
- Ільменська Олександра Олександрівна
- Касавіна Олена Борисівна
- Кісін Віктор Борисович
- Козир Олександр Хомич
- Кордун Василь Іванович
- Костилєва Валентина Андріївна
- Кривонос Ігор Васильович
- Кужельний Олексій Павлович
- Куниця Ада Іллівна
- Левчук Віктор Олексійович
- Лисенко Оксана Георгіївна
- Лисецький Сергій Опанасович
- Луговський Володимир Іванович
- Марченко Валентин Віталійович
- Маслобойщиков Сергій Володимирович
- Махньов Валерій Олексійович
- Мерзликін Микола Іванович
- Митницький Едуард Маркович
- Нахманович Рафаїл Аронович
- Онопрієнко Андрій Михайлович
- Познанський Сергій Володимирович
- Санніков Дмитро Захарович
- Соболєв Фелікс Михайлович
- Танюк Леонід Степанович
- Тартишников Сергій Олександрович
- Терещенко Юрій Михайлович
- Ткаченко Володимир Іванович
- Томашпольський Дмитро Львович
- Хорєв Юрій Михайлович
- Шумович Олександр Володимирович
- Яковлев Ігор Вікторович
- Яровенко Ігор Адамович
- Непиталюк Аркадій Анатолійович
- Ясинська Людмила Петрівна
- Ящишин Андрій Романович

### Кінознавці, театрознавці, музикознавці
- Білецька Лідія Костянтинівна
- Бобошко Юрій Миколайович
- Братерська-Дронь Марина Тарасівна
- Волошенюк Оксана Валеріївна
- Владимирова Наталія Вікторівна
- Горбачов Дмитро Омелянович
- Драк Абрам Матвійович
- Заболотна Валентина Ігорівна
- Зубавіна Ірина Борисівна
- Ковтун Тетяна Іванівна
- Куріцин Борис Олександрович
- Липківська Ганна Костівна
- Мусієнко Оксана Станіславівна
- Новікова Людмила Євгенівна
- Новоселицька Ніна Миронівна
- Оніщенко Олена Ігорівна
- Поляков Анатолій Васильович
- Равлюк-Голіцина Ольга Миколаївна
- Скуратівський Вадим Леонтійович
- Слободян Валентина Романівна
- Слободян Микола Іванович
- Тримбач Сергій Васильович
- Фіалко Валерій Олексійович
- Фількевич Галина Миколаївна
- Черков Георгій Анатолійович
- Шлапак Юрій Дмитрович
- Шупик Олена Борисівна

### Інші відомі особистості
- Астаф'єва Віра Леонідівна
- Вонсовська Олена Миколаївна
- Загребельний Павло Архипович
- Іванов Геннадій Михайлович
- Лисенко Мар'яна Миколаївна
- Лозовенко Катерина Семенівна